# Polmapolder
De Polmapolder is een voormalig waterschap in de Nederlandse provincie Groningen.
Het waterschap lag ten zuidwesten van Grootegast tussen de N980 en de Harkereed. Het had een waterakkoord (bemalingsovereenkomst) met het waterschap de Zuidpolder, dat wil zeggen dat het zijn water loosde via de Haaimatsloot van deze polder.
Waterstaatkundig gezien ligt het gebied sinds 2000 binnen dat van het wetterskip Fryslân.